# Acanthodii

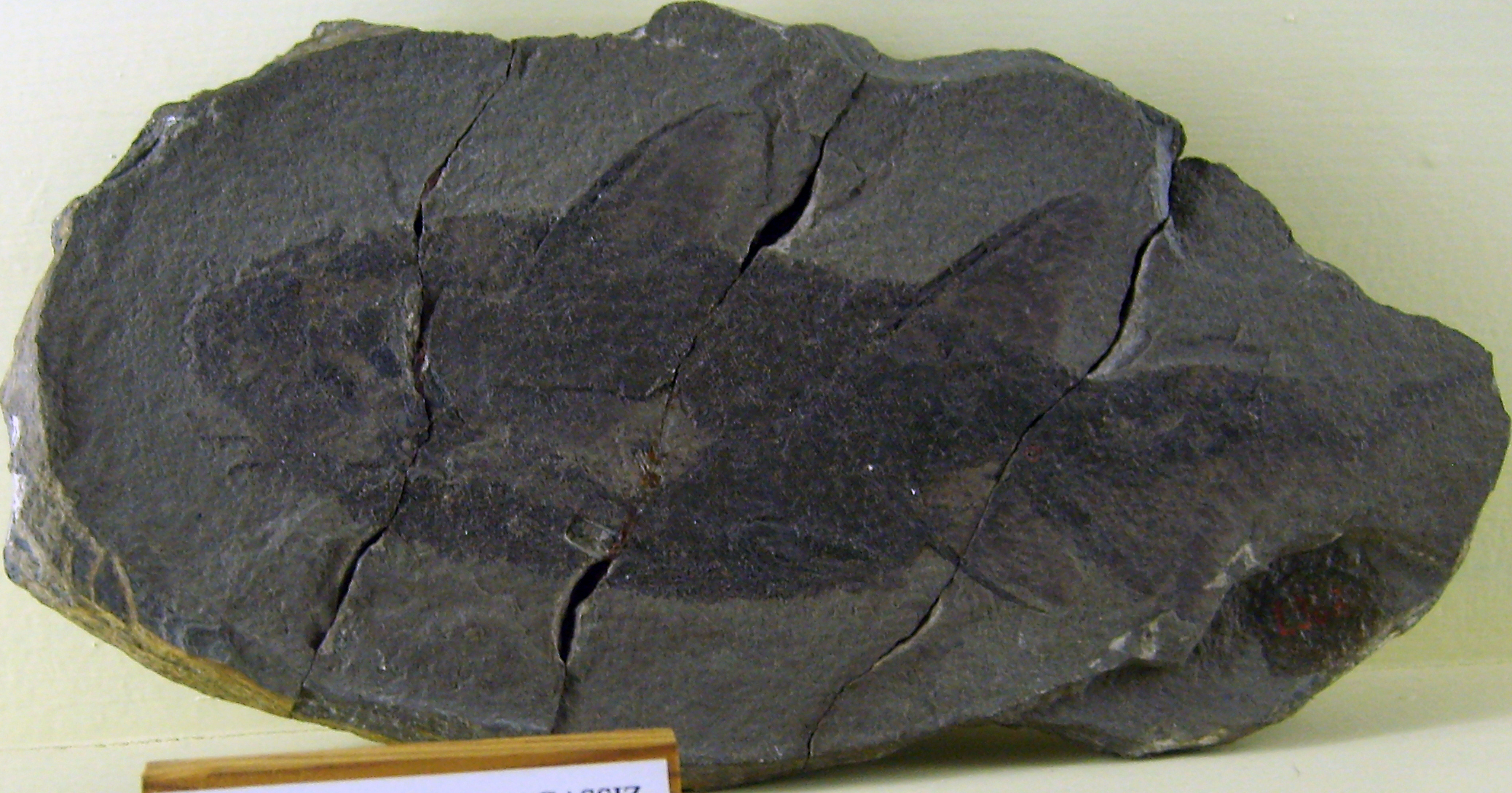
Fósil de Diplacanthus.

Los acantodios (Acanthodii, del griego άκανθα ákantha, "espina" y ειδής eidés, "con el aspecto de"), también conocidos como tiburones espinosos, son una clase extinta de peces, cuyas especies tienen características comunes tanto a los peces óseos como a los cartilaginosos.
Los primeros acantodios aparecieron entre finales del Ordovícico y comienzo del Silúrico (hace 430 millones de años), pero solo se volvieron abundantes ya en el Devónico. Unas pocas líneas sobrevivieron durante el Carbonífero y sólo una en el Pérmico (hace 251 millones de años).
Los acantodontes se han dividido en cuatro órdenes: Acanthodiformes, Climatiiformes, Diplacanthiformes e Ischnacanthiformes. Los "Climatiformes" son un conjunto parafilético de acantodios primitivos como climatidor, giracantidos, y diplacantidos; tenían robustas cinturas óseas en los hombros y muchas pequeñas espinas afiladas (espinas "intermedias" o "prepélvicas") entre las aletas pectorales y pélvicas. El subgrupo de climacantiformes Diplacanthida ha sido elevado posteriormente a su propio orden, Diplacanthiformes. Los Ischnacanthiformes eran depredadores con placas dentales fusionadas a sus mandíbulas. Los acantodiformes eran filtradores con una sola aleta dorsal, mandíbulas sin dientes y branquias largas. Fueron los últimos y más especializados de los acantodios tradicionales, ya que sobrevivieron hasta el período Pérmico.

## Características
Los acantodios fueron peces pequeños, caracterizados por tener al inicio de cada aleta una gran espina ósea (menos en la caudal) a pesar de tener esqueleto cartilaginoso, por eso antiguamente eran mal llamados “tiburones de piel espinada”. Esta particularidad tan características de las espinas que soportan sus aletas la comparten con los teleósteos, pero a diferencia de éstos, y como ocurre en los tiburones, no están dotadas de capacidad motriz.
Es el grupo más antiguo conocido de gnatóstomos, teniendo antepasados comunes con condrictios y osteíctios deducidas de las homologías anatómicas que presentan con ambos, pero este grupo extinto parece estar aparte de los otros dos. Sin embargo, su mala fosilización hace que la mayoría de lo que se conoce de la anatomía de este grupo procede sólo de ejemplares bien conservados de Acanthodes, una especie de final del Carbonífero y por lo tanto una forma derivada de otras, por lo que es difícil deducir su parentesco con otros vertebrados.

## Historia del estudio

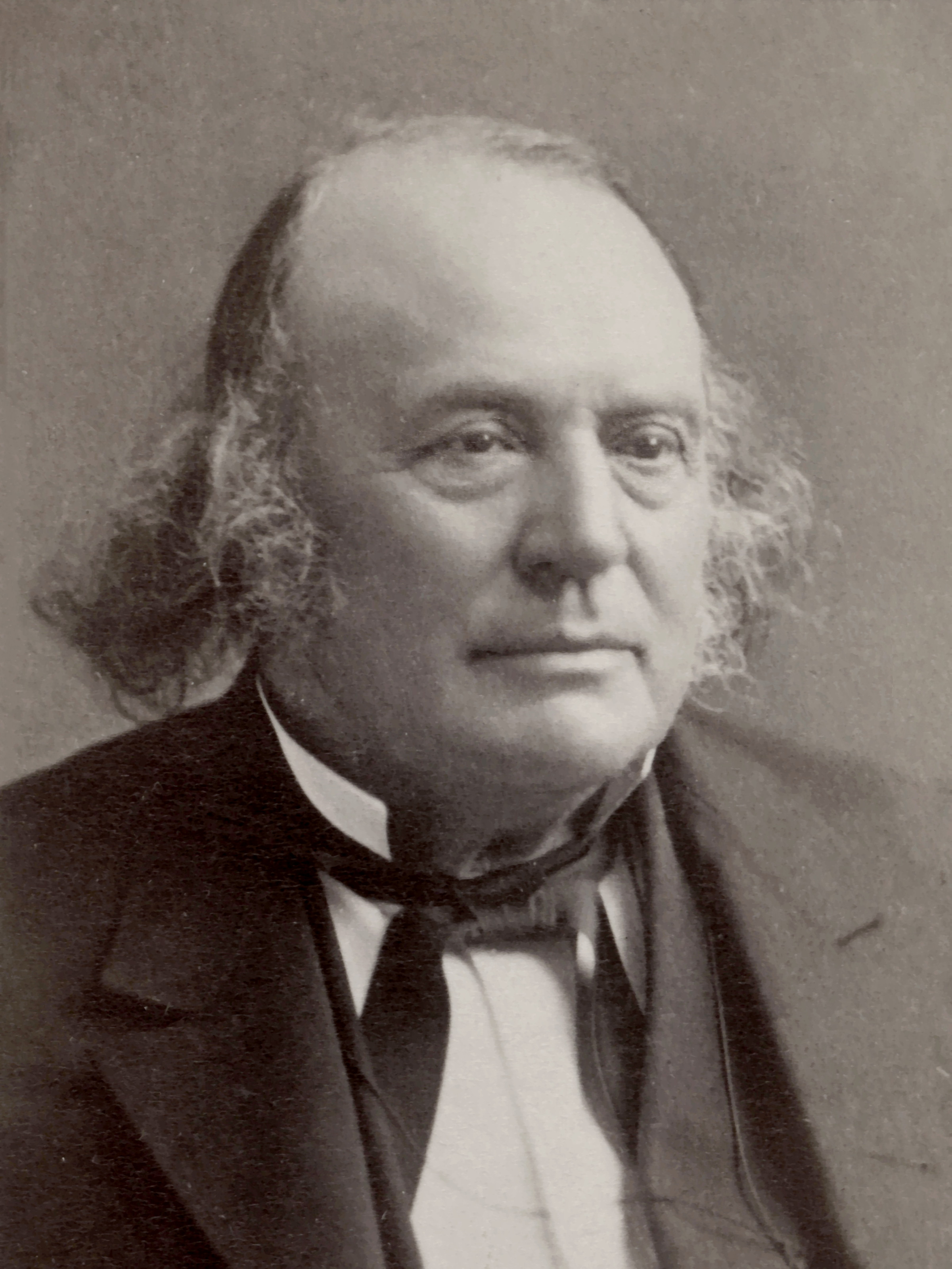
Louis Agassiz (1807-1873).

La historia del estudio de los acántodos se remonta a 1829, cuando el paleontólogo alemán Henrich Bronn de la Heidelberg en un artículo de su autoría mencionaba restos fósiles de peces paleozoicos hallados en las cercanías de Saarbrücken. Tras estudiar dichos hallazgos almacenados en la colección de Bronn, Louis Agassiz propuso en 1832 dar a este pez el nombre de Acanthoessus bronnii; en 1833, tras comenzar a trabajar en su tratado seminal Recherches sur les poissons fossiles (1833-1843, 5 volúmenes), describió científicamente esta especie, rebautizada como Acanthoessus bronni (entonces era la única especie dentro del género Acanthodes bronni), 5 vols.).
Agassiz asignó originalmente el género Acanthodes a su familia asignada Lépidoïdes, que asignó a los peces ganoides (utilizó nombres franceses en lugar de latinos para los órdenes y familias). Más tarde el científico (tras introducir nuevos géneros de peces extintos similares a Acanthodes) cambió su punto de vista y distinguió una familia aparte Acanthodiens, que en 1843 incluía 4 géneros: Acanthodes, Cheiracanthus, Diplacanthus, y Cheirolepis (en 1860, el paleontólogo ruso H. И. Pander rechazó este último género como perteneciente a este grupo y lo asignó a la nueva familia Cheirolepidae que hoy se considera una de las ramas basales del tronco evolutivo de los peces con aletas de raya). Esta es la manera en que surgió la idea de  acanthodes. El tratado de Agassiz también describe o mencionaba los géneros Climatius, Gyracanthus, Onchus, Oracanthus, Parexus, Plectrodus, conocidos únicamente por descubrimientos de ictodorulitas (espinas de las aletas) y por lo tanto fueron incluidos por el autor en el grupo compuesto Ichthyodorulites ; estos géneros se refieren ahora también a acanthodes.
En 1844-1845, Agassiz publicó una nueva obra importante, Monographie de poissons fossiles des Vieux Grès Rouges, en la que describió nuevas especies de géneros que había descrito anteriormente, proporcionó descripciones científicas para aquellos géneros para los que no se había hecho en el tratado anterior, y añadió 3 géneros más al grupo Ichthyodorulites: Cosmacanthus, Haplacanthus y Homacanthus ahora atribuido a acanthodes. El estudio de los acántodos en la segunda mitad del siglo XIX fue continuado por H. I. Pander, Sir Philip Grey Egerton, 10th Baronet, J. Powrie, F. Römer, T. Hexley, A. Fritsch, Ramsay Traquair, Otto Maria Reis, A. Woodward y otros paleontólogos; al mismo tiempo, se rechazó la opinión de Agassiz de que los acántodos pertenecían a los peces ganoideos, y se incluyeron como un desprendimiento independiente en la subclase Elasmobranchii.
En la primera mitad del siglo XX en los trabajos de W. Bryant, K.-H. Hoppe, E. Nielsen, F. Brotzen, Walter Robert Gross, J. P. Lehmann, J. Moy-Thomas, D. Watson, E. Stenshö, A. Romer han investigado en detalle la morfología e histología de los acántodos. Al mismo tiempo, D. Watson en 1937 propuso unir a los acántodos (en el rango de una tropa) junto con los 4 desprendimientos de placodermos en la clase Aphetohyoidea, que se opondría al grupo Pisces, que incluye las clases de peces cartilaginosos y óseos, entre los jawfish (Gnathostomata); sin embargo, L. S. Berg en 1940 rechazó la convergencia de los acántodos con los placodermos y justificó su separación en una clase aparte de peces.
Los estudios sobre la estructura y clasificación de los acantodios continuaron durante la segunda mitad del siglo XX; aquí cabe mencionar los nombres de Erik Jarvik, Tor Ørvig, R. Denison, R. Miles, J. Valiukevicius, J. A. Long, .
En cuanto a la posición sistemática de los acántodos entre otras clases de peces con mandíbulas, la opinión predominante en ese momento era que los acántodos formaban parte del grupo del tallo de los peces óseos y eran grupo hermano.
A principios del siglo XXI, continuaron los descubrimientos de nuevos géneros de acantodos, y el estudio de la filogenia de los acantodos comenzó a utilizar los métodos de la filogenética computacional, lo que condujo a un cambio en las ideas sobre la posición sistemática de los acantodos. La visión de los acántodos como un grupo parafilético pasó a ser aceptada casi universalmente. Dicho esto, la mayoría de las publicaciones sitúan a los acántodos en el grupo del tallo de los peces cartilaginosos (en lugar de los peces óseos), con subdivisiones individuales de acántodos formando colectivamente varias ramas basales en el grupo total de los peces cartilaginosos; estos resultados, sin embargo, requieren una confirmación adicional basada en la participación de géneros de acantodontes aún no implicados en el análisis y en el hallazgo de sinapomorfías convincentes.
El estudio de los acántodos como uno de los grupos más antiguos de peces con mandíbulas, que combina características de las principales clases de peces, es de considerable interés para la zoología - especialmente para aclarar la historia evolutiva y las relaciones filogenéticas de los peces. Algunas especies de acántodos son también de cierto interés como indicadores bioestratigráficos.

## Anatomía y deducciones
La mayoría de los acantodios medían menos de 20 cm de longitud, con cuerpos generalmente muy estilizados, una cabeza grande con boca terminal, grandes ojos y una aleta caudal heterocerca.

### Exoesqueleto óseo dérmico
La cabeza estaba recubierta de pequeñas placas óseas, a veces con grandes huesos recubriendo las branquias a modo de opérculo. Las escamas que recubren el cuerpo son muy pequeñas y apretadas, estando hechas de hueso y dentina, lo que ha hecho que hayan fosilizado bien; éstas muestran líneas concéntricas de crecimiento, por lo que los jóvenes tenían un número fijo de escamas y cada una crecía por adición de hueso y dentina en los márgenes conforme el animal iba creciendo.
Tenían una o dos aletas dorsales y una aleta anal, todas ellas soportadas por una gruesa espina ósea en su parte delantera. Las aletas pectorales y pélvicas han sido modificadas en largas espinas, y en las formas más primitivas podían tener hasta seis pares de espinas a lo largo del abdomen. El nombre “acantodio” se refiere a esta colección de espinas óseas bien visibles en los fósiles (acanthos=espina), las cuales no estaban relacionadas con el esqueleto interno cartilaginoso. Las espinas están recubiertas de escamas alargadas y fusionadas.

### Endoesqueleto cartilaginoso
La ligera osificación del cartílago cerca de la región del ojo y la región del oído ha permitido su conservación, teniendo el oído otolitos de calcita y dolomita; la mayor parte de este endoesqueleto rara vez ha fosilizado.

### Alimentación
La mayoría de los acantodios carecían de dientes, por lo que probablemente se alimentaban de pequeñas partículas de alimento que filtraban del agua; sólo alguna de las formas más tardías podría haber capturado presas grandes con pequeños dientes derivados de los huesos dérmicos. Tenían para filtrar una ancha abertura de la boca y rastrillos en las agallas, que eran unas afiladas púas por dentro de la garganta ancladas al hueso hioides y a los arcos branquiales; se encontró un espécimen con un pez óseo en su cavidad bucal, presumiblemente tragado entero.
Tienen grandes ojos rodeados por varias placas escleróticas, su gran tamaño sugiere que vivían en aguas profundas del mar abierto y que podrían haberse alimentado subiendo a profundidades intermedias o en la superficie.
Los Ischnacantiformes y Climatiformes está claro que eran depredadores, aunque los segundos de pequeños invertebrados. Los Acantodiformes, debido a la pérdida de sus dientes y tener rastrillos en las agallas se deduce que eran filtradores de plancton del neuston, además de que un espécimen mostró grandes cantidades de pequeños crustáceos en su estómago.

### Defensas
Las espinas de las aletas y otras espinas podrían haber tenido en principio una función defensiva, haciendo que fuera desagradable ser tragados por otros peces más grandes; las formas más tardías, tales como Acanthodes, parece que eran capaces de erizar sus espinas pectorales, con lo que les harían hincarse en el esófago de un posible depredador. Quizás esto fue una medida defensiva exitosa, como se ve en peces actuales que hacen lo mismo.

## Hábitat
Debido a que eran peces neustónicos, los acantodios tuvieron una amplia distribución por todo el planeta, siendo especies esencialmente marinas, aunque algunas especies son de agua dulce; las especies del Carbonífero y Pérmico debieron vivir en agua dulce de ríos de montaña.

## Taxonomía
Recientes análisis sobre la sistemática de los acantodios muestran que son más diversos de lo que se apreciaba antiguamente, y la clasificación convencional en tres órdenes es una simplificación. A pesar de todo y de la necesidad de estudios posteriores, consideraremos los grupos tal y como fueron establecidos por Nelson (1994), con una decena aproximadamente de familias agrupadas en tres órdenes:
- Orden Acanthodiformes (Berg, 1940) †

Familia Mesacanthidae †
Familia Cheiracanthidae †
familia Acanthodidae †
- Orden Climatiiformes (Berg, 1940) †

Familia Euthacanthidae †
- Suborden Climatiida:

Familia Gyracanthidae †
Familia Climatiidae †
- Suborden Diplacanthiida:

Familia Culmacanthidae †
Familia Tetanopsyridae †
Familia Diplacanthidae †
- Orden Ischnacanthiformes (Berg, 1940) †

Familia Poracanthodidae †
Familia Ischnacanthidae †

## Cultura popular
Los acantodios son los primeros peces y animales en poseer boca, con mayor diversidad que se muestra en el documental Animal Armageddon (Armagedón Animal) transmitido en el 2010. En un periodo mucho antes de la aparición de los placodermos. Pero vivía con sus parientes primitivos los ostracodermos.